# Canastros de La Merca
El Conjunto de Hórreos de La Merca (en gallego: Canastros de A Merca), ubicado en el Campo da Feira de la localidad de La Merca (Orense, Galicia, España), representa uno de los mayores agrupamientos de estas construcciones tradicionales en Europa. Compuesto por 34 hórreos o canastros —término gallego que designa estas estructuras—, este conjunto destaca por su valor patrimonial, su singular disposición espacial y su papel como testimonio de las prácticas agrícolas históricas de la región.

## Historia y origen

### Contexto histórico de los hórreos en Galicia
Los hórreos gallegos, conocidos localmente como canastros, cabaceiros o cabazos, surgieron como soluciones prácticas para el almacenamiento y conservación de cosechas, especialmente maíz, tras su introducción en Europa desde América en el siglo XVI. Estas estructuras elevadas, diseñadas para proteger los granos de la humedad y los roedores, se generalizaron en los siglos XVII y XVIII, adaptándose a las necesidades agropecuarias de las comunidades rurales. En Galicia, su distribución solía asociarse a las viviendas particulares o a espacios comunales ventilados, donde también se realizaban labores como la trilla.

### Formación del conjunto en el Campo da Feira
El actual agrupamiento de 34 hórreos en el Campo da Feira es resultado de una decisión municipal tomada en la década de 1970. Ante las obras de modernización urbana —incluyendo el asfaltado de calles y la reordenación de plazas—, los vecinos aceptaron trasladar sus hórreos desde sus ubicaciones originales, dispersas por el núcleo poblacional, a este espacio común.  Este proceso, basado en acuerdos entre el Concello de A Merca y los propietarios, permitió concentrar las estructuras en una pendiente orientada a optimizar la ventilación, característica esencial para su función original. La iniciativa buscaba preservar el patrimonio al tiempo que se liberaba espacio para el desarrollo urbano, reflejando un temprano interés por la conservación etnográfica.

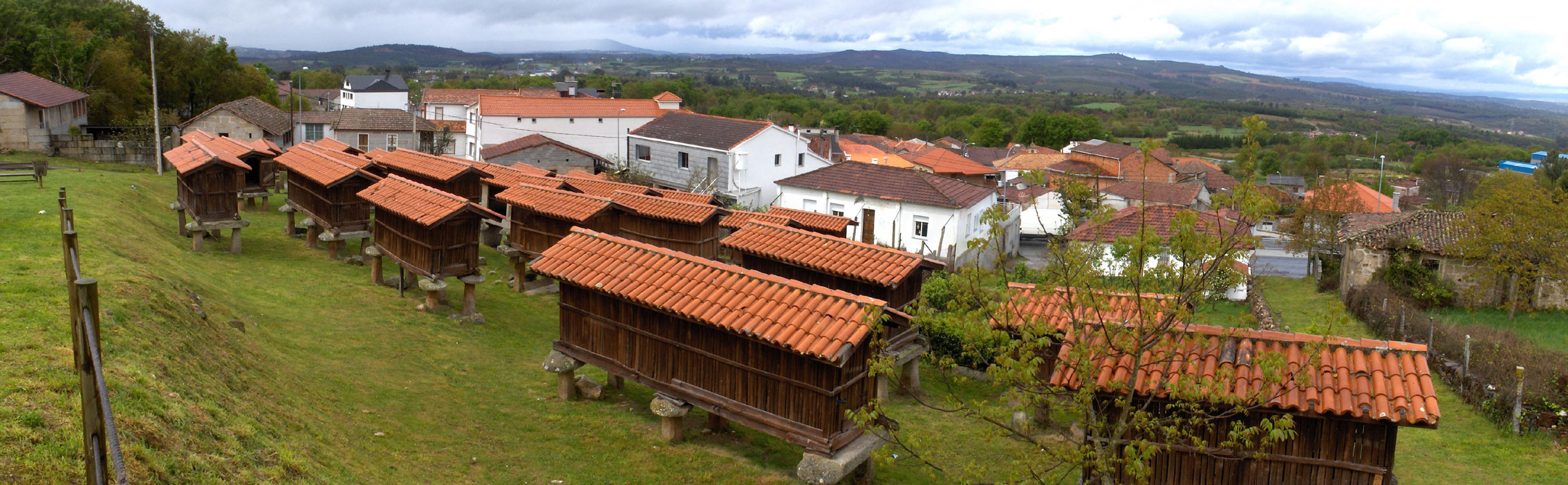
Canastros de La Merca

## Características arquitectónicas

### Materiales y técnicas constructivas
Los hórreos de A Merca presentan una predominancia de la madera como material estructural, con excepción de dos ejemplares mixtos que combinan piedra y madera. Esta elección responde a la tradición constructiva gallega, donde la disponibilidad de robles, castaños y otras maderas duras facilitaba su elaboración. Las bases o pé de canastro —elementos que elevan la estructura— están realizadas en granito, generalmente mediante pilares cuadrangulares o losas monolíticas que aíslan la cámara de almacenamiento del suelo.
La cámara principal, de planta rectangular, muestra un entramado de tablas verticales ensambladas con técnicas de carpintería tradicional, mientras que los tejados a dos aguas se cubren tradicionalmente con teja curva. Un detalle distintivo es la variedad en los sistemas de cierre: mientras algunos hórreos emplean puertas con herrajes forjados a mano —indicativo de mayor antigüedad—, otros presentan cerramientos más modernos con mecanismos metálicos.